# 레르
레르(고대 아일랜드어: Ler→바다)는 아일랜드 신화의 바다의 신이다. 이름 자체가 "바다"라는 뜻으로서, 별개의 신격이라기보다 바다의 의인화일 가능성을 시사한다. 초기 족보도에는 이름이 알로드(아일랜드어: Allód)라고 기록되어 있다. 웨일스 신화의 리르 렌댜이스와 동일시된다.
레르는 신화에 많이 등장하는 마난난 막 리르의 아버지다. "막 리르"는 "레르의 아들", 즉 "바다의 아들"이라는 뜻이다. 이때 "리르"는 "레르"의 소유격이다. 레르의 아이들이라는 이야기에서 명목상의 왕으로 등장한다.
레르는 웨일스의 리르처럼 바다의 신이다. 하지만 아들이라는 마난난이 활약상이 훨씬 많아서 바다의 신격은 사실상 마난난이 가져갔다.
기원후 9세기 주교이자 학자인 코르막 막 킬레난이 쓴 아일랜드어 주석서 《코르막의 서사집》에서 보면 마난난과 레르 부자가 언급된다.
| “ | 마난난 막 리르는 맨 섬에 사는 저명한 상인이었다. 그는 서유럽에서 제일 가는 도선사일 것이다. 하늘을 보고 바다의 어느 쪽이 잔잔하고 어느 쪽이 거친지, 계절이 언제쯤 바뀔지 알 수 있다. 그렇기에 스코트인과 브리튼인들은 그를 바다의 신이라 불렀다. 또한 그렇기에 그는 바다의 아들 막 리르, 즉 "막 리르 막 마라"라고 불리게 된 것이다. Manannan mac lir .i. cennaige amra bói aninis Manand. ise luam as deach boi aniarthar Eorpa. noḟindad tre nemgnacht (.i. gnathugrud nime) inoiret nobíd insoinind ⁊ in do[i]nind ⁊ intan nosclæchlóbad cechtar don dá résin, inde Scoti et Brittones eum deum vocaverunt maris. et inde filium maris esse dixerunt .i. mac lir mac mara. | ” |
|   | — |   |

레르는 레르의 아이들이라는 이야기에서는 주요 인물로 등장한다. 하지만 이 레르가 마난난의 아버지인 "바다" 레르인지 아니면 동명이인인지 여부는 명시되지 않는다. 이 이야기에서 레르는 투어허 데 다넌이 밀레시안에게 패배해 에린 땅을 내준 이후, 차기 왕 자리를 놓고 보드브 데르그와 경쟁한다. 레르를 달래기 위해 보드브는 자기 딸 에브(Aeb)를 레르에게 시집보냈다. 에브는 레르와의 사이에 핀누얼러라는 딸과 에드라는 아들, 그리고 피어크라(Fiachra)와 콘(Conn)이라는 쌍둥이 아들 이렇게 1녀 3남을 낳았다. 그 뒤 에브가 죽었고, 외손자들을 어미 없이 키울 수 없다고 생각한 보드브는 자신의 다른 딸 이퍼(Aoife)를 레르에게 시집보냈다. 언니 소생의 의붓자식 겸 조카들이 남편의 애정을 독차지하자 질투에 사로잡힌 이퍼는 아이들에게 900년간 백조로 살아야 하는 저주를 내렸다.

## 같이 보기
- 에기르